# Langlaufen op de Paralympische Winterspelen 2014
Langlaufen was een van de onderdelen die op het programma stonden tijdens de Paralympische Winterspelen 2014 in het Russische Sotsji. De wedstrijden werden gehouden in het Laura Biathlon & Ski Complex te Krasnaja Poljana van 9 tot en met 16 maart 2014.

## Onderdelen
Op het programma stonden 20 onderdelen. Tien voor mannen en tien voor vrouwen. De deelnemers zijn verdeeld in drie categorieën; staand, zittend en visueel beperkt. Voor elke categorie worden drie disciplines gehouden. Daarnaast is er een estafette waarin iemand van elke categorie start. De staande deelnemers zijn beperkt in de beweging maar kunnen van hetzelfde materiaal gebruikmaken als de valide sporters. Zittende deelnemers gebruiken een zitski. De visueel beperkte deelnemers krijgen hulp van een ziende gids.
Mannen
- 1 km sprint (klassiek)
  - Staand
  - Visueel beperkt
  - Zittend
- 10 km individueel (klassiek)
  - Staand
  - Visueel beperkt
  - Zittend
- 15 km individueel
  - Zittend
- 20 km individueel (vrij)
  - Staand
  - Visueel beperkt

Vrouwen
- 1 km sprint (klassiek)
  - Staand
  - Visueel beperkt
  - Zittend
- 5km individueel (klassiek)
  - Staand
  - Visueel beperkt
  - Zittend
- 12 km individueel
  - Zittend
- 15 km individueel (vrij)
  - Staand
  - Visueel beperkt

Estafette
- 4 x 2.5km Mixed Relay
- 4 x 2.5km Open Relay

## Estafette
| \| Rank \| Land \| Tijd \| \| ---- \| --------- \| -------- \| \| 1 \| Rusland \| 27:35.62 \| \| 2 \| Zweden \| 27:44.36 \| \| 3 \| Noorwegen \| 27:53.63 \| |           |          |
| Rank | Land      | Tijd     |
| 1 | Rusland   | 27:35.62 |
| 2 | Zweden    | 27:44.36 |
| 3 | Noorwegen | 27:53.63 |

| \| Rank \| Land \| Tijd \| \| ---- \| --------- \| -------- \| \| 1 \| Rusland \| 24:22.80 \| \| 2 \| Oekraïne \| 25:17.94 \| \| 3 \| Frankrijk \| 25:30.33 \| |           |          |
| Rank | Land      | Tijd     |
| 1 | Rusland   | 24:22.80 |
| 2 | Oekraïne  | 25:17.94 |
| 3 | Frankrijk | 25:30.33 |

## Mannen

### 1 km
| Klasse          | tijd    | land | Goud             | land | Zilver            | land | Brons               |
| --------------- | ------- | ---- | ---------------- | ---- | ----------------- | ---- | ------------------- |
| Zittend         | 2:05.78 | RUS  | Roman Petushkov  | RUS  | Grigory Murygin   | UKR  | Maksym Yarovyi      |
| staand          | 3:43.99 | RUS  | Kirill Mikhaylov | RUS  | Rushan Minnegulov | RUS  | Vladislav Lekomtcev |
| visueel beperkt | 3:32.51 | CAN  | Brian McKeever   | SWE  | Zebastian Modin   | RUS  | Oleg Ponomarev      |

### 10 km
| Klasse          | tijd    | land | Goud              | land | Zilver              | land | Brons               |
| --------------- | ------- | ---- | ----------------- | ---- | ------------------- | ---- | ------------------- |
| Zittend         | 30:52.0 | CAN  | Chris Klebl       | UKR  | Maksym Yarovyi      | RUS  | Grigory Murygin     |
| staand          | 23:59.9 | RUS  | Aleksandr Pronkov | RUS  | Vladimir Kononov    | RUS  | Vladislav Lekomtcev |
| visueel beperkt | 23:18.1 | CAN  | Brian McKeever    | RUS  | Stanislav Chokhlaev | FRA  | Thomas Clarion      |

### 15 km
| Klasse  | tijd    | land | Goud            | land | Zilver       | land | Brons                |
| ------- | ------- | ---- | --------------- | ---- | ------------ | ---- | -------------------- |
| Zittend | 40:51.6 | RUS  | Roman Petushkov | RUS  | Irek Zaripov | RUS  | Aleksandr Davidocich |

### 20 km
| Klasse          | tijd    | land | Goud              | land | Zilver              | land | Brons               |
| --------------- | ------- | ---- | ----------------- | ---- | ------------------- | ---- | ------------------- |
| staand          | 50:55.1 | RUS  | Rushan Minnegulov | FIN  | Ilkka Tuomisto      | RUS  | Vladislav Lekomtcev |
| visueel beperkt | 52:37.1 | CAN  | Brian McKeever    | RUS  | Stanislav Chokhlaev | SWE  | Zebastian Modin     |

## Vrouwen

### 1 km
| Klasse          | tijd    | land | Goud               | land | Zilver           | land | Brons            |
| --------------- | ------- | ---- | ------------------ | ---- | ---------------- | ---- | ---------------- |
| Zittend         | 2:30.61 | NOR  | Mariann Marthinsen | USA  | Tatyana McFadden | RUS  | Marta Zaynullina |
| staand          | 4:37.72 | RUS  | Anna Milenina      | UKR  | Iuliia Batenkova | RUS  | Alena Kaufman    |
| visueel beperkt | 4:19.11 | RUS  | Mikhalina Lysova   | RUS  | Elena Remizova   | UKR  | Oksana Shyshkova |

### 5 km
| Klasse          | tijd    | land | Goud           | land | Zilver            | land | Brons               |
| --------------- | ------- | ---- | -------------- | ---- | ----------------- | ---- | ------------------- |
| Zittend         | 16:08.6 | GER  | Andrea Eskau   | UKR  | Lyudmyla Pavlenko | USA  | Oksana Masters      |
| staand          | 13:31.9 | RUS  | Anna Milenina  | UKR  | Iuliia Batenkova  | UKR  | Oleksandra Kononova |
| visueel beperkt | 13:23.8 | RUS  | Elena Remizova | RUS  | Mikhalina Lysova  | RUS  | Iuliia Budaleeva    |

### 12 km
| Klasse  | tijd    | land | Goud              | land | Zilver         | land | Brons               |
| ------- | ------- | ---- | ----------------- | ---- | -------------- | ---- | ------------------- |
| Zittend | 38:54.3 | UKR  | Lyudmyla Pavlenko | USA  | Oksana Masters | RUS  | Svetlana Konovalova |

### 15 km
| Klasse          | tijd    | land | Goud           | land | Zilver           | land | Brons                 |
| --------------- | ------- | ---- | -------------- | ---- | ---------------- | ---- | --------------------- |
| staand          | 49:49.2 | SWE  | Helene Ripa    | UKR  | Iuliia Batenkova | RUS  | Anna Milenina         |
| visueel beperkt | 49:10.2 | RUS  | Elena Remizova | RUS  | Mikhalina Lysova | BLR  | Yadviha Skorabahataya |

Alpineskiën · Biatlon · Langlaufen · Rolstoelcurling · Sledgehockey · Snowboarden
1976 · 1980 · 1984 · 1988 · 1992 · 1994 · 1998 · 2002 · 2006 · 2010 · 2014